# Oss fifflare emellan (film, 1958)
Oss fifflare emellan (engelska: Up the Creek) är en brittisk komedifilm från 1958 i regi av Val Guest.

## Handling
Löjtnant Fairweather utses till befälhavare över det avställda krigsfartyget H.M.S. Berkley som ligger upplagd på varv. Han upptäcker snart att underhållsbesättningen drygar ut sina inkomster genom att utföra svartjobb åt byborna.

## Rollista i urval
- David Tomlinson - löjtnant Fairweather
- Peter Sellers - överbåtsman Doherty
- Wilfrid Hyde-White - amiral Foley
- Vera Day - Lily
- Tom Gill - löjtnant
- Michael Goodliffe - Nelson
- Reginald Beckwith - pubvärden
- Lionel Murton - Perkins
- John Warren - "Cooky"
- Lionel Jeffries - "Steady"